# Albert Pinner
Albert Pinner (geb. 28. September 1857 in Berlin; gest. 5. Januar 1933 in Dresden) war ein Berliner Rechtsanwalt und Notar aus jüdischer Familie. Er war Vorsitzender der Berliner Anwaltskammer sowie Vorstandsmitglied des Deutschen Anwaltvereins und hat vor allem auf dem Gebiet des Handels- und Aktienrechtes publiziert.

## Lebensweg
Albert Pinner war Sohn eines Kaufmanns. Im September 1874 legte er seine Abiturprüfung am Berlinischen Gymnasium zum Grauen Kloster ab. Anschließend studierte er Rechtswissenschaften und wurde Rechtsanwalt; im Jahr 1908 auch Notar.
Albert Pinner war mit Clara Benjamin (1870–1921) verheiratet. Das Ehepaar hatte drei Kinder:
1. Heinz (Albert Moritz) Pinner (1893–1986), Rechtsanwalt,
2. Dr. med. Rudolf Max Pinner (1895–?),
3. Gerhard Albert Pinner (1905–1933; er starb bei einem Flugzeugabsturz in der Schweiz)[4]

Albert Pinners Sohn Heinz Pinner wurde ebenfalls Rechtsanwalt. Vater und Sohn Pinner bildeten zeitweilig eine Anwaltssozietät; ihre gemeinsame Kanzlei befand sich in der Markgrafenstr. 46. Heinz Pinner heiratete Ilse Ullstein (1892–1988), eine Tochter des Verlegers Hans Ullstein (1859–1935).
Albert Pinner bildete zeitweilig auch eine Anwaltssozietät mit dem bekannten Rechtsanwalt und Notar Maximilian Kempner (1854–1927), zu der ab 1919 auch der Rechtsanwalt und Notar Dr. Walter Schmidt gehörte, der im Mai 1948 ein Gutachten im I.G.-Farben-Prozess verfasste.
Albert Pinner vertrat offenbar Mileva Marić, verheiratete Einstein, als Rechtsanwalt in ihrem Ehescheidungsverfahren gegen Albert Einstein. Pinners Kanzlei befand sich damals, im April 1916, in der Taubenstr. 46.
Pinner war Autor zahlreicher juristischer Beiträge, vorwiegend auf dem Gebiet des Handels- und Aktienrechts. Er war Mit-Autor des von Hermann Staub (1856–1904) begründeten Kommentars zum Handelsgesetzbuch.
Albert Pinner war Mitglied des Aufsichtsrats mehrerer Aktiengesellschaften, darunter:
- stellvertretender Vorsitzender des Aufsichtsrats der Bayerischen Motoren-Werke (BMW)[11]
- Max Segall A.G. (Strumpfwaren), Aufsichtsratsvorsitzender[12]
- Chemische Fabrik Landshoff & Meyer Grünau[13]
- Aufsichtsratsvorsitzender der Elberfelder Papierfabrik A.G.[14]
- Aufsichtsratsvorsitzender der 1920 gegründeten Uco-Film-Gesellschaft, eines Zusammenschlusses des Ullstein-Verlages mit dem Film-Unternehmen Decla-Bioskop A.-G.[15]
- Der erste Aufsichtsrat der Austro-Daimler-Motoren-Aktien-Gesellschaft, Berlin, bestand 1922 aus Bankier Max von Wassermann in Berlin, Generaldirektor Oskar Lasclo in Wien und Justizrat Albert Pinner in Berlin.[16]

Lilly Melchior Roberts (1903–1966), eine der ersten deutschen Rechtsanwältinnen, arbeitete zeitweilig in der Wirtschaftskanzlei Dr. h.c. Albert Pinner, Dres. Walter Schmidt II, Wilhelm Beutner, Friedrich Kempner. Während seines Referendariates war auch der spätere Generalstaatsanwalt am Oberlandesgericht Prag, Helmuth Gabriel (1892–1945), in der Berliner Rechtsanwaltskanzlei von Maximilian Kempner und Albert Pinner tätig. Der ehemalige Bundesinnen-, -außen- und -verteidigungsminister Gerhard Schröder (1910–1989) trat als Assessor in die Kanzlei Pinner, Schmidt, Beutner, Kempner ein. Der spätere Staatssekretär im Bundesjustizministerium Walter Strauss (1900–1976) war ab 1. Juli 1936 als juristischer Hilfsarbeiter in der Rechtsanwaltskanzlei Dr. W. Schmidt, Dr. Wilh. Beutner, Dr. F. Kempner, Dr. Heinz Pinner, Dr. Joachim Beutner tätig.
Albert Pinner war Justizrat. Er war Vorsitzender der Berliner Anwaltskammer und Vorstandsmitglied des Deutschen Anwaltsvereins. Albert Pinner und Albrecht Mendelssohn Bartholdy (1874–1936) waren deutsche Rechtsberater am Ständigen Internationalen Gerichtshof.
1927, anlässlich seines 70. Geburtstages, erhielt Pinner die Ehrendoktorwürde der Berliner Universität. Die Berliner Anwaltschaft stiftete einen „Albert Pinner-Preis“ für hervorragende wissenschaftliche Arbeiten auf Pinners Fachgebiet, dem Wirtschaftsrecht.
Anlässlich von Pinners 75. Geburtstag im Jahr 1932 erschien eine 680 Seiten starke Festschrift zu seinen Ehren, herausgegeben von Felix Bondi, Rudolf Dix, Richard Graßhoff, Paul Marcuse und Ernst Wolff. Pinner war der letzte jüdische Jurist, der in Deutschland offiziell durch eine Festschrift geehrt wurde.
Kurz darauf, am 5. Januar 1933, starb Albert Pinner im Alter von 75 Jahren während eines Erholungsaufenthaltes in Dresden an einem Herzschlag; wenige Tage vor der nationalsozialistischen Machtergreifung am 30. Januar 1933.

## Werke Albert Pinners (Auswahl)
- Das deutsche Aktienrecht. Kommentar zu Buch 2, Abschnitt 3 und 4 des Handelsgesetzbuchs vom 10. Mai 1897, Berlin, C.F. Müller Verlag, 1899
- Das Reichsgesetz zur Bekämpfung des unlauteren Wettbewerbs vom 27. Mai 1896, nebst den ergänzenden Bestimmungen des Bürgerlichen Gesetzbuchs, Berlin, Guttentag, 1903
- Wucher und Wechsel. Leitfaden zum Schutze gegen Bewucherung, insbesondere für Offiziere. Mit einer Vorbemerkung von Dr. jur. [Anton] Romen. Berlin, Vossische Buchhandlung, 1907
- Kommentar zum Gesetz gegen den unlauteren Wettbewerb vom 7. Juni 1909; Textausgabe mit Anmerkungen, Einleitung und Sachregister, herausgegeben von Albert Pinner und Erich Eyck. 2. Auflage, Berlin, Guttentag, 1910
- Beiträge zum Aktienrecht, Berlin, Guttentag, 1918
- mit Max Apt, Zur Auslegung von Anleihe-Schuldverschreibungen, ausgestellt in Deutscher und Schweizer Währung. Rechtsgutachten, Berlin, O. Liebmann, 1927
- Aktiennovelle und Bankenaufsicht: Verordnung vom 19. September 1931; Textausgabe mit Einführung in die Aktiennovelle
- Staub's Kommentar zum Handelsgesetzbuch / [Begründet von Hermann Staub]. Bearbeitet von Heinrich Koenige, Albert Pinner, Felix Bondi. Berlin [u. a.], Verlag de Gruyter, mehrere Auflagen. Darin vor allem: Buch 1: Handelsstand und Buch 3: Handelsgeschäfte
- Aktiennovelle und Bankenaufsicht. Verordnung (des Reichspräsidenten über Aktienrecht, Bankenaufsicht und über eine Steueramnestie) vom 19. September 1931. Textausgabe mit Einführung in die Aktiennovelle von Albert Pinner, Berlin, Walter de Gruyter, 1931
- Festschrift Herrn Rechtsanwalt und Notar Justizrat Dr. jur. h.c. Albert Pinner zu seinem 75. Geburtstag / gewidmet von dem Deutschen Anwaltverein, dem Berliner Anwaltverein und der Firma Walter de Gruyter & Co., Berlin und Leipzig, Walter de Gruyter, 1932, Herausgeber: Felix Bondi, Rudolf Dix, Richard Graßhoff, Paul Marcuse, Ernst Wolff.

• 1. Teil: Vom Beruf des Juristen
• 2. Teil: Handelsrechtliche und wirtschaftsrechtliche Abhandlungen
• 3. Teil: Aktienrechtliche Abhandlungen